# Музей-усадьба народного художника Украины Александра Саенко

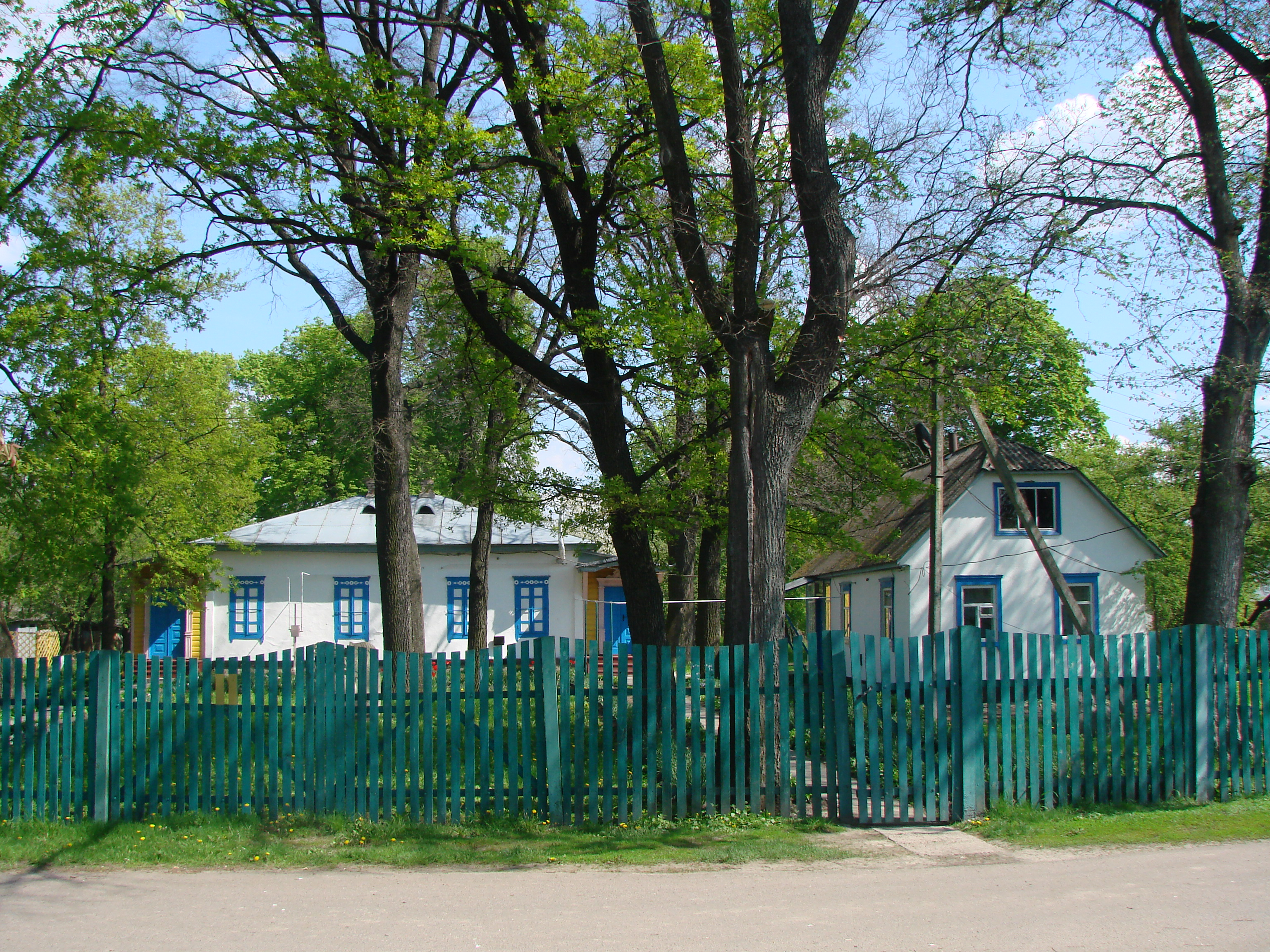
Здание, где жил и работал Саенко, и флигель, где жла Ганна Барвинок

Музей-усадьба народного художника Украины Александра Саенко — художественно-мемориальный музей, экспозиция которого посвящена жизни и творчеству украинского художника-декоратора, народного художника УССР Александра Ферапонтовича Саенко.
Музей расположен в городе Борзна в Черниговской области.

## История музея
Художественно-мемориальный музей был открыт в 1996 году.
Музей народного художника Украины размещается в доме, где проживала семья Саенко. Дом построен в 1902 году помещиком Силачом, в том же году куплен отцом художника Ферапонтом Петровичем Саенко. Здесь Александр Саенко прожил большую часть своей жизни.
Весомый вклад в создание музея внесла дочь художника — украинская мастерица декоративного искусства, искусствовед Нина Александровна Саенко, которая привлекла многочисленные общественные организации и государственные учреждения, выдающихся деятелей науки и культуры, коммерческие банки.
Сегодня музей-усадьба художника Александра Саенко это уникальный центр украинской культуры в Черниговской области.

## Экспозиция
Музей-усадьба состоит из дома Саенко и флигеля, в котором последние годы своей жизни провела известная украинская писательница Ганна Барвинок.
Фонды музея насчитывают около одной тысячи экспонатов. В экспозиции много произведений художника, документов, книг, семейных фотографий. Это также бытовые вещи семьи Саенко, личные вещи и одежда художника. Музей украшает значительное количество мебели, которой пользовалась семья Саенко. Сохранилась часть мебели, которые приобретены семьёй художника у Ганны Барвинок, когда она переехала из хутора Мотроновка в Кинашевку. В музее сохранилась также уникальная коллекция Ичнянских изразцов, собранная Александром Саенко. Некоторые из них датированы 1883 годом. В собрании — гутное стекло, керамика, кролевецкая вышивка, мебель, предметы быта и одежда крестьян.
В экспозиции представлены произведения «Казак Мамай», «Встреча Семена Палия после Полтавской битвы», «Невольники», «Тарас Шевченко» и другие, выполненные в технике инкрустации соломой. Кроме произведений самого художника, в экспозиции встречаются произведения его учеников и последователей: декоративное панно «Течёт вода из-под явора», «Символы украинской жизни», «Древо жизни» Нины Саенко, «Казак Мамай», «Вечность», «Писанковый мотив» Леси Майданец-Саенко.
Музей действует сегодня не только как музей художника, но и как центр сохранения, приумножения и распространения истории, культуры и традиций Борзнянщины. Ежегодно здесь проводятся встречи с известными людьми — уроженцами Борзнянского края, которые проживают за пределами Черниговской области и Украины, а также с известными земляками, семьями, которые живут здесь ныне и своим трудом и общественной деятельностью вносят сегодня заметный вклад в развитие истории и традиций родного края.